# 광주동신중학교
광주동신중학교(光州東新中學校)는 대한민국 광주광역시 북구 풍향동에 있는 사립 중학교이다.

## 학교 연혁
- 1966년 4월 23일 : 학교법인 동강학원 설립, 명예 철학박사 이장우 이사장 취임
- 1966년 11월 17일 : 광주동신중학교 설립
- 1967년 3월 1일 : 초대 교장 박형렬 선생 취임
- 1969년 6월 1일 : 중 · 고등학교 분리
- 1969년 12월 31일 : 중학교 교사 완공 (보통교실 32칸, 부속교실 10칸)
- 1974년 4월 23일 : 신관 증축 완공 (보통교실 4칸, 특별교실, 화장실 28칸)
- 1983년 2월 28일 : 5층 9개 교실 증축 완공
- 2003년 10월 17일 : 급식소 개소
- 2010년 8월 26일 : 교육과학기술부 주관(학교문화 선도학교) 지정
- 2010년 12월 16일 : 동부교육지원청 주관 (아름다운 학교) 지정
- 2011년 11월 8일 : 제3대 김필식 이사장 취임
- 2022년 1월 10일 : 제53회 (졸업생 142명) 총 졸업생 25,854명
- 2024년 3월 1일 : 제22대 교장 고점숙 선생 취임
- 2024년 3월 4일 : 신입생 입학식(입학생 158명)

## 참고 자료
- 광주동신중학교 - 한국교육학술정보원 학교알리미